# ATP German Open 1976
Il German Open 1976 è stato un torneo di tennis giocato sulla terra rossa. È stata la 69ª edizione del Torneo di Amburgo, che fa parte del Commercial Union Assurance Grand Prix 1976. Si è giocato al Rothenbaum Tennis Center di Amburgo in Germania, dal 17 al 23 maggio 1976.

## Campioni

### Singolare
Eddie Dibbs ha battuto in finale  Manuel Orantes, 6–4, 4–6, 6–1, 2–6, 6–1.

### Doppio
Fred McNair /  Sherwood Stewart hanno battuto in finale  Dick Crealy /  Kim Warwick, 7–6, 7–6, 7–6.